# Joaquim Duval
Joaquim Duval (1904 — 1971) foi um político brasileiro.
Foi eleito vereador por Pelotas em 1935, permanecendo no cargo até 1937, quando o Estado Novo fechou todas as casas legislativas do Brasil. Com a redemocratização, foi eleito deputado estadual, pelo PSD, para a 37ª Legislatura da Assembleia Legislativa do Rio Grande do Sul. No final de 1947, foi eleito prefeito de Pelotas, permanecendo no cargo entre 1948 e 1952. Nas eleições de 1954, elegeu-se deputado federal, sendo reeleito nas eleições de 1958, encerrando sua carreira política após a conclusão do segundo mandato federal.